# NATO Tanácsadó, Vezetési és Irányítási Tanács
A NATO Tanácsadó, Vezetési és Irányítási Tanács – angolul NATO Consultation, Command and Control Board, rövidítve NC3B – 1996-ban alakult meg, mint a NATO Tanácsadó, Vezetési és Irányítási Szervezet legfelső döntéshozó testülete. Munkájának jellege: igazgató tanács.
A tanácsban valamennyi tagállam két, a híradó-informatikai rendszerek irányításáért és fejlesztési irányvonaláért felelős felsőszintű katonai vezetővel képviselteti magát. A tanács hivatalos elnöke a mindenkori NATO főtitkár helyettes. Az állandó/levezető elnök a NATO főtitkár védelmi támogatásért felelős helyettese, munkáját két társ-alelnök segíti: az egyik a NATO Parancsnokság Tanácsadó, Vezetési és Irányítási Törzs igazgatója, a másik a nemzetek képviselői közül választott alelnök. A tanács valamennyi, a NATO tanácsadással, vezetés és irányítással összefüggő kérdésben hoz döntést, beszámolni az Észak-atlanti Tanácsnak és a Védelmi Tervező Bizottságnak köteles.
A szervezet felépítését két fő részre lehet osztani: a munkáját támogató szervezetek, ügynökségek és a különböző albizottságok.
A támogató ügynökségek közül a legfontosabbak: az NATO Tanácsadó, Vezetési és Irányítási Ügynökség és a NATO Híradástechnikai és Információs Rendszerek Szolgáltató Ügynökség.
Az albizottságok rendszere nyolc albizottságból - angolul Subcommittee, röviden SC - áll. Jelenleg a 2. számú, interoperabilitással foglalkozó albizottság nem működik, szerepét egy albizottság látja el az 1. számú albizottságban. Valamennyi albizottság elnevezése hasonló elveken épül fel: az SC rövidítést az albizottság száma, majd fő funkciójának megnevezése követi; például SC/1. Az elnevezésben az albizottság számát leggyakrabban a funkció elnevezésének angol rövidítése követi. A hivatalos dokumentumok nagyon gyakran csak az albizottságok számát jelölik, a teljes megnevezés elmarad. Az albizottságok felosztása szerepüknek megfelelő. Egyesek a fő irányelvek meghatározására, míg mások inkább technikai megoldások kidolgozására hivatottak. Minden albizottság 2-5 munkacsoportból - angolul Working Group, rövidítve WG - , illetve alkalmi munkacsoportból - angolul Ad-Hoc Working Group, rövidítve AHWG - áll. Elnevezésük az albizottságok elvét követi. A munkacsoportok általában tovább osztódnak testületi csoportokra, úgynevezett szindikátusokra (angolul Syndicate), melyek szigorúan meghatározott feladatokat hajtanak végre. Ezek száma és feladata a feladatoktól függően dinamikusan változik. Előfordulhat, hogy maga az albizottság hoz létre szindikátust, amennyiben a kapott feladat szintje azt megköveteli.